# Saint-Victor-de-Morestel
Saint-Victor-de-Morestel é uma comuna francesa na região administrativa de Auvérnia-Ródano-Alpes, no departamento de Isère. Estende-se por uma área de 13,13 km². Em 2010 a comuna tinha 1 108 habitantes (densidade: 84,4 hab./km²).